# Real Madrid Club de Fútbol 2018-2019
Questa voce raccoglie le informazioni riguardanti il Real Madrid Club de Fútbol nelle competizioni ufficiali della stagione 2018-2019.

## Stagione
La stagione 2018-2019 si apre ufficialmente, come nelle due precedenti, con la Supercoppa europea, dove i blancos affrontano i detentori dell'Europa League 2017-18, l'Atlético Madrid di Simeone, in un inedito derby. I gol di Benzema e Sergio Ramos non bastano alle Merengues per sollevare per la terza volta consecutiva il trofeo, perché i Colchoneros si impongono 2-4, dopo i tempi supplementari.
La prima giornata di campionato vede contrapposti alla banda del neo allenatore Lopetegui il Getafe: le reti di Carvajal e Bale assicurano i primi tre punti della stagione (2-0). È vittorioso anche il primo match esterno in campionato, al Montilivi di Girona, dove i blancos passano agevolmente (1-4) e, con lo stesso punteggio, battono anche il Leganés in casa (4-1). Dopo la prima sosta settembrina per gli impegni delle Nazionali arrivano le prime difficoltà stagionali. Al San Mamés di Bilbao il gol di Isco nella ripresa vale solo un punto (1-1) e, dopo la vittoria di misura sull'Espanyol (1-0), soffrono la prima sconfitta stagionale, con il Siviglia (3-0). Il momento negativo continua con il pareggio nel derby contro l'Atletico (0-0), con la sconfitta (1-0) rimediata per mano dell'Alavés, in quello che è il quarto incontro consecutivo nel quale la squadra di Lopetegui non trova la via del gol, con un'altra (1-2) in casa con il Levante e con il rocambolesco tonfo nel Clasico al Camp Nou, dove il Barcellona prevale per 5-1. È proprio quest'ultimo a costare la panchina a Lopetegui che il 29 ottobre seguente viene sollevato dall'incarico e la squadra affidata a Santiago Solari, già CT del Castilla. Le prime due partite di campionato con il nuovo allenatore sono il ritorno alla vittoria dopo quattro incontri: 2-0 al Valladolid e 2-4 al Balídos di Vigo, ma dopo la terza sosta stagionale per le nazionali, cadono rovinosamente sul campo dell'Eibar (3-0) perdendo ulteriori punti dalla vetta. Le tre partite successive, prima del Mondiale per club, sono tre vittorie consecutive. I madrileni superano al Bernabéu il Valencia (2-0) e il Rayo Vallecano (1-0), oltre all'Huesca fuori casa (0-1). Le merengues chiudono così il loro il 2018 nella Liga al quarto posto in classifica.
Il mondiale per club, disputato a dicembre, per le merengues inizia ufficialmente dalla semifinali, contro i Kashima Antlers, formazione giapponese. Gli uomini di Solari superano gli avversari per 1-3, grazie alla tripletta di Gareth Bale, accedendo in finale, nella quale battono gli emiratini dell'Al-Ain, sollevando per la quarta volta nella propria storia il trofeo.
In Coppa del Re, il sorteggio del 19 ottobre accoppia i Blancos, per i sedicesimi di finale, con il Melilla, squadra della terza divisione spagnola. È sufficiente una vittoria nella gara d'andata (0-5) e una in quella di ritorno (6-1) per staccare il pass per gli ottavi di finale, contro il Leganés. Anche gli avversari madrileni sono superati con relativa facilità: la vittoria nella gara d'andata (3-0) e una sconfitta in quella di ritorno (1-0) valgono la qualificazione ai quarti di finale. Per il terzo atto l'avversario sorteggiato è il Girona. A differenza della scorsa stagione, questa volta i quarti di finale non sono fatali ai Blancos che, grazie ad una vittoria all'andata (4-2) e ad una anche in quella di ritorno (1-3), staccano il biglietto per la semifinali. Il penultimo atto offre il Clásico contro il Barcellona che, nella gara di andata giocata al Camp Nou, termina 1-1, ma il ritorno fa registrare la vittoria dei catalani (0-3) al Bernabéu, che vale l'eliminazione dei madrileni dalla coppa.
Il sorteggio dei gironi della Champions League avviene il 30 agosto a Monaco. Il Real Madrid, detentore del trofeo e, dunque, inserito in prima fascia pesca la Roma, il CSKA Mosca e il Viktoria Plzeň, andando a costituire il gruppo G. L'esordio è casalingo contro la Roma e la squadra di Lopetegui, grazie alle reti di Isco, Bale e Mariano ipoteca con un 3-0 i primi punti del girone. Il successivo incontro è già una sconfitta. A Mosca la partita termina 1-0 per il CSKA, una partita che sancisce il terzo incontro consecutivo per i Blancos a secco di reti: non accadeva dalla stagione 2006-2007. Le due partite centrali della fase a gruppi, contro il Viktoria Plzen, sono entrambe vittorie (2-1 all'andata e 0-5 al ritorno) che permettono di mantenere saldamente la testa del girone, confermata in via definitiva con la trasferta di Roma dove un gol di Bale e uno di Luca Vázquez certificano con un turno d'anticipo il passaggio agli ottavi di finale (0-2), proprio da prima del gruppo. È indolore ma comunque rumorosa la sconfitta nella sesta giornata, dove il CSKA Mosca, già vittorioso all'andata, passa a Madrid per 0-3 e infligge la peggior sconfitta in casa nelle competizioni europee nella storia dei blancos.
Il 17 dicembre l'urna di UEFA Champions League di Nyon accoppia agli ottavi di finale le merengues con l'Ajax, giunto al secondo posto nel girone E.
Dopo la sosta natalizia, in campionato la formazione di Solari non riesce a vincere né l'incontro di recupero con il Villarreal (2-2) né il match casalingo contro la Real Sociedad (0-2), scivolando ulteriormente verso il basso della classifica conclusa, per quanto concerne in girone d'andata, al quarto posto, con la vittoria ai danni del Betis (1-2).
Il girone di ritorno, per la prima volta nella storia disputato con il calendario asimmetrico, si apre con tre larghe vittorie contro Siviglia (2-0), Espanyol (2-4) e Alavés (3-0), permettendo alla squadra di Solari di agguantare il terzo posto, avvicinandosi a sole due lunghezze dai cugini dell'Atlético. Nell'immediato derby sono i blancos ad avere la meglio (1-3) raggiungendo momentaneamente la seconda piazza in classifica, prima dell'inaspettata vittoria esterna del Girona (1-2). Ancora più dolorosa è la sconfitta patita in casa contro il Barcellona nel Clásico del 2 marzo (0-1), pochi giorni dopo aver subito dagli stessi catalani l'eliminazione nella semifinale di Coppa del Re. La sconfitta contro i blaugrana in campionato porta a 12 i punti di ritardo dalla vetta della classifica e a tre i passi falsi consecutivi in casa tra campionato e coppe, evento che non si verificava dal 2004.
Il 5 marzo la squadra crolla anche in Champions League. Dopo aver vinto per 2-1 sul campo dell'Ajax a febbraio, nella partita di ritorno al Bernabéu la squadra blanca, priva di Sergio Ramos, squalificato per due turni dalla UEFA per aver ammesso di aver cercato un'ammonizione nella sfida di Amsterdam, subisce un pesante 1-4, portando a quattro le proprie sconfitte casalinghe consecutive, fatto che al Real era accaduto solo nel 1995 e nel 2004. Per la compagine madrilena è il peggiore percorso in Champions League dal 2009-2010 e la prima eliminazione subita nel torneo dopo aver vinto la partita di andata.
L'11 marzo seguente, a distanza di nove mesi, Zidane è richiamato come tecnico delle Merengues in sostituzione di Solari, con contratto triennale. Con l'allenatore francese le cose sembrano andare meglio, visto che le prime due partite terminano con due vittorie (2-0 contro il Celta Vigo e 3-2 contro l'Huesca), ma giunge anche la nona sconfitta stagionale nella Liga, in casa del Valencia (2-1). La squadra chiude male una stagione deludente, con una sola vittoria nelle ultime cinque giornate di campionato, perdendo tre delle ultime quattro partite.

## Maglie e sponsor
| Casa | Trasferta | Terza divisa | 1ª portiere | 2ª portiere |

## Organigramma societario
Area direttiva
- Presidente: Florentino Pérez
- Vicepresidente: Fernando Fernández Tapias
- Direttore generale: Eduardo Ferrnández de Blas
- Direttore risorse: Enrique Balboa
- Risorse umane: José María García
- Direttore dell'area sociale: José Luis Sánchez
- Direttore di controllo e auditing interno: Carlos Martínez de Albornoz
- Direttore della commissione di consulenza legale: Javier López Farre
- Direttore Fondazione "Real Madrid": Julio González
- Capo del protocollo: Raúl Serrano

Area comunicazione
- Capo di Gabinetto della presidenza: Enrique Sánchez Gonzáles
- Direttore dell'area comunicazione: Antonio Galeano
- Direttore delle relazioni istituzionali: Emilio Butragueño

Area marketing
- Direttore economico: Julio Esquerdeiro
- Direttore commerciale: Begoña Sanz
- Direttore operazioni e servizi: Fernando Tormo

Area tecnica
- Direttore sportivo della sezione calcistica: Antonio Gómez
- Allenatore: Zinédine Zidane
- Assistente allenatore: David Bettoni
- Allenatore dei portieri: Roberto Vázquez
- Preparatore atletico: Javier Mallo
- Preparatore atletico: Antonio Pintus
- Terapista della riabilitazione: José Carlos García Parrales
- Terapista della riabilitazione: Hamidou Msaidie

Area sanitaria
- Medico sociale: Joaquín Mas
- Fisioterapisti: Giovanni Mauri, Javier Mallo
- Match analyst: Antolín Gonzalo Martín
- Allenatore dei portieri: Juan Canales

## Rosa
Rosa aggiornata al 31 agosto 2018.
| N. |                            | Ruolo | Calciatore              |
| -- | -------------------------- | ----- | ----------------------- |
| 1  | Costa Rica (bandiera)      | P     | Keylor Navas            |
| 2  | Spagna (bandiera)          | D     | Daniel Carvajal         |
| 3  | Spagna (bandiera)          | D     | Jesús Vallejo           |
| 4  | Spagna (bandiera)          | D     | Sergio Ramos (capitano) |
| 5  | Francia (bandiera)         | D     | Raphaël Varane          |
| 6  | Spagna (bandiera)          | D     | Nacho                   |
| 7  | Rep. Dominicana (bandiera) | A     | Mariano                 |
| 8  | Germania (bandiera)        | C     | Toni Kroos              |
| 9  | Francia (bandiera)         | A     | Karim Benzema           |
| 10 | Croazia (bandiera)         | C     | Luka Modrić             |
| 11 | Galles (bandiera)          | A     | Gareth Bale             |
| 12 | Brasile (bandiera)         | D     | Marcelo (vicecapitano)  |
| 13 | Spagna (bandiera)          | P     | Kiko Casilla            |

| N. |                    | Ruolo | Calciatore        |
| -- | ------------------ | ----- | ----------------- |
| 14 | Brasile (bandiera) | C     | Casemiro          |
| 17 | Spagna (bandiera)  | A     | Lucas Vázquez     |
| 18 | Spagna (bandiera)  | C     | Marcos Llorente   |
| 19 | Spagna (bandiera)  | D     | Álvaro Odriozola  |
| 20 | Spagna (bandiera)  | A     | Marco Asensio     |
| 21 | Spagna (bandiera)  | C     | Brahim Díaz       |
| 22 | Spagna (bandiera)  | C     | Isco              |
| 24 | Spagna (bandiera)  | C     | Dani Ceballos     |
| 25 | Belgio (bandiera)  | P     | Thibaut Courtois  |
| 26 | Ucraina (bandiera) | P     | Andrij Lunin      |
| 27 | Uruguay (bandiera) | C     | Federico Valverde |
| 28 | Brasile (bandiera) | A     | Vinícius Júnior   |
| 30 | Francia (bandiera) | P     | Luca Zidane       |

## Calciomercato

### Sessione estiva(dall'1/7 al 31/8)
Il mercato in entrata della stagione 2018-2019 per i Blancos comincia con il rientro dai prestiti di Coentrão, Lienhart e Ødegaard. Per la porta prelevano il classe '99 Andrij Lunin dallo Zorja, per 8.5 milioni di euro. Come rinforzo per il reparto difensivo il primo innesto è Àlvaro Odriozola, difensore mancino pagato 30 milioni alla Real Sociedad. L'esercizio del diritto di recopra permette di far tornare in rosa Mascarell e Torrò, rientranti rispettivamente dall'Eintracht Francoforte e dall'Osasuna. Viene anche acquistato l'attaccante classe 2000 Vinícius Júnior già il 23 maggio 2017, quando il Real Madrid comunica di aver trovato un accordo per l'acquisizione a titolo definitivo del calciatore brasiliano dal 12 luglio 2018, giorno dell'effettivo compimento dei diciotto anni di età, il minimo richiesto per i trasferimenti internazionali. Il contratto prevedeva inizialmente una sua permanenza al Flamengo, in prestito, fino al luglio 2019 ma, viste le volontà di entrambi i club di concludere già il trasferimento, il calciatore è approdato a Madrid il 12 luglio 2018. Pochi giorni più tardi viene acquistato il portiere classe '92 Courtois dal Chelsea, per una cifra attorno ai 35 milioni tra cartellino ed eventuali bonus.
Per quanto riguarda le cessioni, a parte i prestiti annuali di Tejero, Febas e Hakimi, fanno le valigie anche Lienhart, che approda per 2 milioni di euro al Friburgo, Mascarell, indirizzato verso la corte dello Schalke 04 e Torró, che si trasferisce all'Eintracht Francoforte. Il 10 luglio viene annunciata l'ufficialità del passaggio di Cristiano Ronaldo alla Juventus, per una cifra attorno ai 100 milioni di euro, club con il quale firma un contratto quadriennale. I Blancos cedono così il loro miglior marcatore all-time in tutte le competizioni ufficiali nonché il calciatore più prolifico in tutte e 9 le precedenti stagioni in cui ha vestito la casacca del Real Madrid. Nell'ambito dell'operazione che ha portato Courtois a vestire la maglia delle Merengue, Mateo Kovačić è indirizzato in prestito di un anno e mezzo proprio al Chelsea, stessa sorte che tocca a Theo Hernandéz, spedito in prestito annuale alla Real Sociedad.
| Acquisti | Acquisti         | Acquisti              | Acquisti                            |
| R.       | Nome             | da                    | Modalità                            |
| -------- | ---------------- | --------------------- | ----------------------------------- |
| P        | Thibaut Courtois | Chelsea               | definitivo (35 milioni €)           |
| P        | Andrij Lunin     | Zorja                 | definitivo (8,5 milioni €)          |
| D        | Álvaro Odriozola | Real Sociedad         | definitivo (30 milioni €)           |
| D        | Fábio Coentrão   | Sporting Lisbona      | fine prestito                       |
| D        | Philipp Lienhart | Friburgo              | fine prestito                       |
| C        | Omar Mascarell   | Eintracht Francoforte | diritto di recompra (4 milioni €)   |
| C        | Martin Ødegaard  | Heerenveen            | fine prestito                       |
| C        | Lucas Torró      | Osasuna               | diritto di recompra (1,7 milioni €) |
| A        | Mariano Díaz     | Olympique Lione       | definitivo (21,5 milioni €)         |
| A        | Vinícius Júnior  | Flamengo              | definitivo (45 milioni €)           |

| Cessioni | Cessioni          | Cessioni              | Cessioni                   |
| R.       | Nome              | a                     | Modalità                   |
| -------- | ----------------- | --------------------- | -------------------------- |
| P        | Andrij Lunin      | Leganés               | prestito                   |
| D        | Theo Hernández    | Real Sociedad         | prestito                   |
| D        | Achraf Hakimi     | Borussia Dortmund     | prestito                   |
| D        | Philipp Lienhart  | Friburgo              | definitivo (2 milioni €)   |
| D        | Álvaro Tejero     | Albacete              | prestito                   |
| C        | Aleix Febas       | Albacete              | prestito                   |
| C        | Omar Mascarell    | Schalke 04            | definitivo (10 milioni €)  |
| C        | Martin Ødegaard   | Vitesse               | prestito                   |
| C        | Lucas Torró       | Eintracht Francoforte | definitivo (3,5 milioni €) |
| C        | Mateo Kovačić     | Chelsea               | prestito                   |
| A        | Cristiano Ronaldo | Juventus              | definitivo (105 milioni €) |
| A        | Raúl de Tomás     | Rayo Vallecano        | prestito                   |
| A        | Sergio Díaz       | Corinthians           | prestito                   |
| A        | Borja Mayoral     | Levante               | prestito                   |

### Sessione invernale(dal 3/1 al 31/1)
| Acquisti | Acquisti    | Acquisti        | Acquisti                  |
| R.       | Nome        | da              | Modalità                  |
| -------- | ----------- | --------------- | ------------------------- |
| C        | Brahim Díaz | Manchester City | definitivo (17 milioni €) |

| Cessioni | Cessioni | Cessioni | Cessioni |
| R.       | Nome     | a        | Modalità |
| -------- | -------- | -------- | -------- |

## Risultati

### Primera División

#### Girone d'andata
| Arbitro: | Javier Estrada Fernández (Comitato catalano) |

|                       |           |  |
| Carvajal 20’ Bale 51’ | Marcatori |  |

| Arbitro: | Juan Martínez Munuera (Comitato valenciano) |

|            |           |                                                      |
| García 16’ | Marcatori | 39’ (rig.) S. Ramos 52’ (rig.), 80’ Benzema 59’ Bale |

| Arbitro: | Santiago Jaime Latre (Comitato aragonese) |

|                                               |           |                     |
| Bale 17’ Benzema 48’, 61’ S. Ramos 66’ (rig.) | Marcatori | 26’ (rig.) Carrillo |

| Arbitro: | José Luis González (Comitato castiglianoleonese) |

|             |           |          |
| Muniain 32’ | Marcatori | 63’ Isco |

| Arbitro: | Antonio Mateu Lahoz (Comitato valenciano) |

|             |           |  |
| Asensio 41’ | Marcatori |  |

| Arbitro: | Alejandro Hernández Hernández (Comitato di Las Palmas) |

|                                  |           |  |
| A. Silva 17’, 21’ Ben Yedder 39’ | Marcatori |  |

| Madrid 29 settembre 2018, ore 20:45 CEST 7ª giornata | Real Madrid                                 | 0 – 0 referto | Atlético Madrid | Santiago Bernabéu (78.642 spett.)\| Arbitro: \| Juan Martínez Munuera (Comitato valenciano) \| |
| Arbitro:                                             | Juan Martínez Munuera (Comitato valenciano) |               |                 |                                                                                                |

| Arbitro: | Santiago Jaime Latre (Comitato aragonese) |

|                   |           |  |
| Manu García 90+5’ | Marcatori |  |

| Arbitro: | Guillermo Cuadra Fernández (Comitato baleare) |

|             |           |                            |
| Marcelo 72’ | Marcatori | 6’ Morale 13’ (rig.) Roger |

| Arbitro: | José María Sánchez Martínez (Comitato murciano) |

|                                                    |           |             |
| Coutinho 11’ Suárez 30’ (rig.), 75’, 83’ Vidal 89’ | Marcatori | 50’ Marcelo |

| Arbitro: | Jesús Gil Manzano (Comitato estremegno) |

|                                  |           |  |
| Vinícius 83’ S. Ramos 88’ (rig.) | Marcatori |  |

| Arbitro: | Alberto Undiano Mallenco (Comitato navarro) |

|                        |           |                                                                  |
| Mallo 61’ Méndez 90+4’ | Marcatori | 23’ Benzema 56’ (aut.) Cabral 83’ (rig.) S. Ramos 90+1’ Ceballos |

| Arbitro: | Juan Martínez Munuera (Comitato valenciano) |

|                                   |           |  |
| Escalante 16’ Enrich 52’ Kike 57’ | Marcatori |  |

| Arbitro: | José Luis González (Comitato castiglianoleonese) |

|                            |           |  |
| Wass 8’ (aut.) Vázquez 83’ | Marcatori |  |

| Arbitro: | Mario Melero López (Comitato andaluso) |

|  |           |         |
|  | Marcatori | 8’ Bale |

| Arbitro: | Ricardo de Burgos Bengoetxea (Comitato basco) |

|             |           |  |
| Benzema 13’ | Marcatori |  |

| Arbitro: | Pablo Gonzales Fuertes (Comitato asturiano) |

|                    |           |                       |
| S. Cazorla 4’, 82’ | Marcatori | 7’ Benzema 20’ Varane |

| Arbitro: | José Luis Munuera Montero (Comitato andaluso) |

|  |           |                             |
|  | Marcatori | 3’ (rig.) Willian 83’ Pardo |

| Arbitro: | Alejandro Hernández Hernández (Comitato di Las Palmas) |

|             |           |                         |
| Canales 67’ | Marcatori | 13’ Modrić 88’ Ceballos |

#### Girone di ritorno
| Arbitro: | Antonio Mateu Lahoz (Comitato valenciano) |

|                           |           |  |
| Casemiro 78’ Modrić 90+2’ | Marcatori |  |

| Arbitro: | Jesús Gil Manzano (Comitato estremegno) |

|                           |           |                                         |
| Baptistão 25’ Rosales 81’ | Marcatori | 4’, 45+1’ Benzema 15’ S. Ramos 67’ Bale |

| Arbitro: | Santiago Jaime Latre (Comitato aragonese) |

|                                        |           |  |
| Benzema 30’ Vinícius 80’ M. Díaz 90+1’ | Marcatori |  |

| Arbitro: | Javier Estrada Fernández (Comitato catalano) |

|               |           |                                           |
| Griezmann 25’ | Marcatori | 16’ Casemiro 42’ (rig.) S. Ramos 74’ Bale |

| Arbitro: | Guillermo Cuadra Fernández (Comitato baleare) |

|              |           |                             |
| Casemiro 25’ | Marcatori | 65’ (rig.) Stuani 75’ Portu |

| Arbitro: | Ignacio Iglesias Villanueva (Comitato galiziano) |

|           |           |                                    |
| Roger 60’ | Marcatori | 43’ (rig.) Benzema 78’ (rig.) Bale |

| Arbitro: | Alberto Undiano Mallenco (Comitato navarro) |

|  |           |             |
|  | Marcatori | 26’ Rakitić |

| Arbitro: | Jesús Gil Manzano (Comitato estremegno) |

|           |           |                                               |
| Anuar 29’ | Marcatori | 34’ Varane 51’ (rig.), 59’ Benzema 85’ Modrić |

| Arbitro: | Juan Martínez Munuera (Comitato valenciano) |

|                   |           |  |
| Isco 62’ Bale 77’ | Marcatori |  |

| Arbitro: | Javier Estrada Fernández (Comitato catalano) |

|                                   |           |                            |
| Isco 25’ Ceballos 62’ Benzema 89’ | Marcatori | 3’ J. Hernáned 74’ Etzeita |

| Arbitro: | Santiago Jaime Latre (Comitato aragonese) |

|                      |           |               |
| Guedes 35’ Garay 83’ | Marcatori | 90+3’ Benzema |

| Arbitro: | Pablo Gonzales Fuertes (Comitato asturiano) |

|                  |           |             |
| Benzema 59’, 81’ | Marcatori | 39’ Cardona |

| Arbitro: | David Medié Jiménez (Comitato catalano) |

|           |           |             |
| Silva 45’ | Marcatori | 51’ Benzema |

| Arbitro: | Mario Melero López (Comitato andaluso) |

|                       |           |  |
| Benzema 47’, 76’, 90’ | Marcatori |  |

| Getafe 25 aprile 2019, ore 21:30 CEST 34ª giornata | Getafe                                        | 0 – 0 referto | Real Madrid | Coliseum Alfonso Pérez (13.135 spett.)\| Arbitro: \| Ricardo de Burgos Bengoetxea (Comitato basco) \| |
| Arbitro:                                           | Ricardo de Burgos Bengoetxea (Comitato basco) |               |             | |

| Arbitro: | Pablo Gonzales Fuertes (Comitato asturiano) |

|                    |           |  |
| Embarba 23’ (rig.) | Marcatori |  |

| Arbitro: | Jesús Gil Manzano (Comitato estremegno) |

|                             |           |                           |
| M. Díaz 2’, 49’ Vallejo 40’ | Marcatori | 11’ Gerard 90+4’ J. Costa |

| Arbitro: | Juan Martínez Munuera (Comitato valenciano) |

|                                      |           |            |
| Merino 26’ Zaldúa 57’ Barrentxea 67’ | Marcatori | 6’ B. Díaz |

| Arbitro: | Alberto Undiano Mallenco (Comitato navarro) |

|  |           |                    |
|  | Marcatori | 61’ Loren 75’ Jesé |

### Coppa del Re
| Arbitro: | [[Ricardo de Burgos Bengoetxea]] (Comitato basco) |

|  |           |                                                           |
|  | Marcatori | 28’ Benzema 45+1’ Asensio 79’ Odriozola 90+2’ C. González |

| Arbitro: | Javier Alberola Rojas (Comitato castigliano) |

|                                                            |           |                  |
| Asensio 33’, 35’ J. Sánchez 39’ Isco 47’, 83’ Vinícius 75’ | Marcatori | 81’ (rig.) Qasmi |

| Arbitro: | [[Jesús Gil Manzano]] (Comitato estremegno) |

|                                              |           |  |
| S. Ramos 44’ (rig.) Vázquez 68’ Vinícius 77’ | Marcatori |  |

| Arbitro: | [[Juan Martínez Munuera]] (Comitato valenciano) |

|                 |           |  |
| Braithwaite 30’ | Marcatori |  |

| Arbitro: | [[Alberto Undiano Mallenco]] (Comitato navarro) |

|                                                  |           |                              |
| Vázquez 18’ S. Ramos 42’ (rig.), 77’ Benzema 80’ | Marcatori | 7’ Lozano 66’ (rig.) Granell |

| Arbitro: | [[Juan Martínez Munuera]] (Comitato valenciano) |

|           |           |                               |
| Porro 77’ | Marcatori | 27’, 43’ Benzema 76’ Llorente |

| Arbitro: | [[Antonio Mateu Lahoz]] (Comitato valenciano) |

|            |           |            |
| Malcom 57’ | Marcatori | 6’ Vázquez |

| Arbitro: | José María Sánchez Martínez (Comitato murciano) |

|  |           |                                          |
|  | Marcatori | 50’, 73’ (rig.) Suárez 69’ (aut.) Varane |

### UEFA Champions League

#### Fase a gironi
| Arbitro: | Kuipers |

|                                 |           |  |
| Isco 45’ Bale 58’ Mariano 90+2’ | Marcatori |  |

| Arbitro: | Hațegan |

|           |           |  |
| Vlašić 2’ | Marcatori |  |

| Arbitro: | Grinfeld |

|                         |           |               |
| Benzema 11’ Marcelo 55’ | Marcatori | 79’ Hrošovský |

| Arbitro: | Aytekin |

|  |           |                                                  |
|  | Marcatori | 21’, 37’ Benzema 23’ Casemiro 40’ Bale 67’ Kroos |

| Arbitro: | Turpin |

|  |           |                      |
|  | Marcatori | 47’ Bale 59’ Vázquez |

| Arbitro: | Soares Dias |

|  |           |                                        |
|  | Marcatori | 37’ Čalov 43’ Ščennikov 73’ Sigurðsson |

#### Fase ad eliminazione diretta
| Arbitro: | Skomina |

|            |           |                         |
| Ziyech 75’ | Marcatori | 60’ Benzema 87’ Asensio |

| Arbitro: | Brych |

|             |           |                                          |
| Asensio 70’ | Marcatori | 7’ Ziyech 17’ Neres 62’ Tadić 72’ Schøne |

### Supercoppa UEFA
| Arbitro: | Marciniak |

|                                 |           |                                     |
| Benzema 27’ S. Ramos 63’ (rig.) | Marcatori | 1’, 79’ D. Costa 98’ Saúl 104’ Koke |

### Coppa del mondo per club FIFA
| Arbitro: | Sampaio |

|         |           |                    |
| Doi 78’ | Marcatori | 44’, 53’, 55’ Bale |

| Arbitro: | Marrufo |

|                                                         |           |              |
| Modrić 14’ Llorente 60’ S. Ramos 79’ Nader 90+1’ (aut.) | Marcatori | 86’ Shiotani |

## Statistiche

### Statistiche di squadra
| Competizione                  | Punti | In casa | In casa | In casa | In casa | In casa | In casa | In trasferta | In trasferta | In trasferta | In trasferta | In trasferta | In trasferta | Totale | Totale | Totale | Totale | Totale | Totale | D.R |
| Competizione                  | Punti | G       | V       | N       | P       | Gf      | Gs      | G            | V            | N            | P            | Gf           | Gs           | G      | V      | N      | P      | Gf     | Gs     | D.R |
| ----------------------------- | ----- | ------- | ------- | ------- | ------- | ------- | ------- | ------------ | ------------ | ------------ | ------------ | ------------ | ------------ | ------ | ------ | ------ | ------ | ------ | ------ | --- |
| Liga                          | 68    | 19      | 13      | 1       | 5       | 32      | 14      | 19           | 8            | 4            | 7            | 31           | 31           | 38     | 21     | 5      | 12     | 63     | 46     | +17 |
| Coppa del Re                  | -     | 4       | 3       | 0       | 1       | 13      | 6       | 4            | 2            | 1            | 1            | 8            | 3            | 8      | 5      | 1      | 2      | 21     | 9      | +12 |
| Champions League              | 12    | 4       | 2       | 0       | 2       | 6       | 8       | 4            | 3            | 0            | 1            | 9            | 2            | 8      | 5      | 0      | 3      | 15     | 10     | +5  |
| Supercoppa UEFA               | -     | -       | -       | -       | -       | -       | -       | -            | -            | -            | -            | -            | -            | 1      | 0      | 0      | 1      | 2      | 4      | -2  |
| Coppa del mondo per club FIFA | -     | -       | -       | -       | -       | -       | -       | -            | -            | -            | -            | -            | -            | 2      | 2      | 0      | 0      | 7      | 2      | +5  |
| Totale                        | 80    | 27      | 18      | 1       | 9       | 51      | 28      | 27           | 13           | 5            | 9            | 48           | 36           | 57     | 33     | 6      | 18     | 108    | 71     | +37 |

### Andamento in campionato
| Giornata  | 1 | 2 | 3 | 4 | 5 | 6 | 7 | 8 | 9 | 10 | 11 | 12 | 13 | 14 | 15 | 16 | 17 | 18 | 19 | 20 | 21 | 22 | 23 | 24 | 25 | 26 | 27 | 28 | 29 | 30 | 31 | 32 | 33 | 34 | 35 | 36 | 37 | 38 |
| --------- | - | - | - | - | - | - | - | - | - | -- | -- | -- | -- | -- | -- | -- | -- | -- | -- | -- | -- | -- | -- | -- | -- | -- | -- | -- | -- | -- | -- | -- | -- | -- | -- | -- | -- | -- |
| Luogo     | C | T | C | T | C | T | C | T | C | T  | C  | T  | T  | C  | T  | C  | T  | C  | T  | C  | T  | C  | T  | C  | T  | C  | T  | C  | C  | T  | C  | T  | C  | T  | T  | C  | T  | C  |
| Risultato | V | V | V | N | V | P | N | P | P | P  | V  | V  | P  | V  | V  | V  | N  | P  | V  | V  | V  | V  | V  | P  | V  | P  | V  | V  | V  | P  | V  | N  | V  | N  | P  | V  | P  | P  |
| Posizione | 4 | 1 | 2 | 2 | 2 | 2 | 2 | 4 | 7 | 9  | 6  | 6  | 6  | 5  | 5  | 4  | 4  | 5  | 4  | 3  | 3  | 3  | 2  | 3  | 3  | 3  | 3  | 3  | 3  | 3  | 3  | 3  | 3  | 3  | 3  | 3  | 3  | 3  |

Fonte:  Liga – Classifiche, su sport.sky.it, sport.sky.it (archiviato dall'url originale il 12 marzo 2014).
Legenda:

Luogo: C = Casa; T = Trasferta. Risultato: V = Vittoria; N = Pareggio; P = Sconfitta.

### Statistiche dei giocatori
In corsivo i giocatori che hanno lasciato la squadra a stagione già iniziata.
| Giocatore    | Liga     | Liga | Liga        | Liga       | Coppa del Re | Coppa del Re | Coppa del Re | Coppa del Re | UEFA Champions League | UEFA Champions League | UEFA Champions League | UEFA Champions League | Altre competizioni | Altre competizioni | Altre competizioni | Altre competizioni | Totale   | Totale | Totale      | Totale     |
| Giocatore    | Presenze | Reti | Ammonizioni | Espulsioni | Presenze     | Reti         | Ammonizioni  | Espulsioni   | Presenze              | Reti                  | Ammonizioni           | Espulsioni            | Presenze           | Reti               | Ammonizioni        | Espulsioni         | Presenze | Reti   | Ammonizioni | Espulsioni |
| ------------ | -------- | ---- | ----------- | ---------- | ------------ | ------------ | ------------ | ------------ | --------------------- | --------------------- | --------------------- | --------------------- | ------------------ | ------------------ | ------------------ | ------------------ | -------- | ------ | ----------- | ---------- |
| M. Asensio   | 30       | 1    | 3           | 0          | 5            | 3            | 0            | 0            | 7                     | 2                     | 0                     | 0                     | 2                  | 0                  | 1                  | 0                  | 44       | 6      | 4           | 0          |
| G. Bale      | 29       | 8    | 4           | 0          | 3            | 0            | 0            | 0            | 7                     | 3                     | 0                     | 0                     | 3                  | 3                  | 0                  | 0                  | 42       | 14     | 4           | 0          |
| K. Benzema   | 36       | 21   | 1           | 0          | 6            | 4            | 0            | 0            | 8                     | 4                     | 0                     | 0                     | 3                  | 1                  | 0                  | 0                  | 53       | 30     | 1           | 0          |
| D. Carvajal  | 24       | 1    | 10          | 0          | 4            | 0            | 1            | 0            | 6                     | 0                     | 1                     | 0                     | 3                  | 0                  | 1                  | 0                  | 37       | 1      | 13          | 0          |
| Casemiro     | 29       | 3    | 7           | 1          | 5            | 1            | 1            | 0            | 6                     | 1                     | 0                     | 0                     | 3                  | 0                  | 0                  | 0                  | 43       | 5      | 8           | 1          |
| K. Casilla   | 0        | -0   | 0           | 0          | 0            | -0           | 0            | 0            | 0                     | -0                    | 0                     | 0                     | 0                  | -0                 | 0                  | 0                  | 0        | -0     | 0           | 0          |
| D. Ceballos  | 23       | 2    | 3           | 0          | 6            | 0            | 1            | 0            | 3                     | 0                     | 0                     | 0                     | 2                  | 0                  | 1                  | 0                  | 34       | 2      | 5           | 0          |
| T. Courtis   | 27       | -36  | 2           | 0          | 1            | -2           | 0            | 0            | 5                     | -8                    | 0                     | 0                     | 2                  | -2                 | 0                  | 0                  | 35       | -48    | 2           | 0          |
| B. Díaz      | 9        | 1    | 0           | 0          | 1            | 0            | 0            | 0            | 0                     | 0                     | 0                     | 0                     | 0                  | 0                  | 0                  | 0                  | 10       | 1      | 0           | 0          |
| M. Díaz      | 13       | 3    | 2           | 0          | 2            | 0            | 0            | 0            | 5                     | 1                     | 0                     | 0                     | 0                  | 0                  | 0                  | 0                  | 20       | 4      | 2           | 0          |
| Á. Fidalgo   | 0        | 0    | 0           | 0          | 1            | 0            | 0            | 0            | 0                     | 0                     | 0                     | 0                     | 0                  | 0                  | 0                  | 0                  | 1        | 0      | 0           | 0          |
| F. García    | 0        | 0    | 0           | 0          | 1            | 0            | 0            | 0            | 0                     | 0                     | 0                     | 0                     | 0                  | 0                  | 0                  | 0                  | 1        | 0      | 0           | 0          |
| C. González  | 1        | 0    | 0           | 0          | 3            | 1            | 0            | 0            | 0                     | 0                     | 0                     | 0                     | 0                  | 0                  | 0                  | 0                  | 4        | 1      | 0           | 0          |
| T. Hernández | 0        | 0    | 0           | 0          | 0            | 0            | 0            | 0            | 0                     | 0                     | 0                     | 0                     | 0                  | 0                  | 0                  | 0                  | 0        | 0      | 0           | 0          |
| Isco         | 25       | 2    | 3           | 0          | 4            | 2            | 0            | 0            | 4                     | 1                     | 1                     | 0                     | 2                  | 0                  | 0                  | 0                  | 35       | 5      | 4           | 0          |
| T. Kroos     | 29       | 0    | 2           | 0          | 4            | 0            | 0            | 0            | 8                     | 1                     | 1                     | 0                     | 3                  | 0                  | 0                  | 0                  | 44       | 1      | 3           | 0          |
| M. Llorente  | 7        | 0    | 1           | 0          | 5            | 1            | 1            | 0            | 2                     | 0                     | 0                     | 0                     | 2                  | 1                  | 0                  | 0                  | 16       | 2      | 2           | 0          |
| A. Lunin     | 0        | -0   | 0           | 0          | 0            | -0           | 0            | 0            | 0                     | -0                    | 0                     | 0                     | 0                  | -0                 | 0                  | 0                  | 0        | -0     | 0           | 0          |
| Marcelo      | 23       | 2    | 6           | 0          | 4            | 0            | 1            | 0            | 4                     | 1                     | 0                     | 0                     | 3                  | 0                  | 1                  | 0                  | 34       | 3      | 8           | 0          |
| B. Mayoral   | 0        | 0    | 0           | 0          | 0            | 0            | 0            | 0            | 0                     | 0                     | 0                     | 0                     | 1                  | 0                  | 0                  | 0                  | 1        | 0      | 0           | 0          |
| L. Modrić    | 34       | 4    | 5           | 0          | 3            | 0            | 0            | 0            | 6                     | 0                     | 1                     | 0                     | 3                  | 1                  | 1                  | 0                  | 46       | 5      | 7           | 0          |
| Nacho        | 20       | 0    | 8           | 1          | 5            | 0            | 2            | 0            | 5                     | 0                     | 3                     | 1                     | 0                  | 0                  | 0                  | 0                  | 30       | 0      | 13          | 2          |
| K. Navas     | 10       | -8   | 1           | 0          | 7            | -7           | 0            | 0            | 3                     | -2                    | 0                     | 0                     | 1                  | -4                 | 0                  | 0                  | 21       | -21    | 1           | 0          |
| Á. Odriozola | 14       | 0    | 2           | 0          | 5            | 1            | 0            | 0            | 3                     | 0                     | 0                     | 0                     | 0                  | 0                  | 0                  | 0                  | 22       | 1      | 2           | 0          |
| S. Ramos     | 28       | 6    | 7           | 1          | 6            | 3            | 2            | 0            | 5                     | 0                     | 3                     | 0                     | 3                  | 2                  | 2                  | 0                  | 42       | 11     | 14          | 1          |
| S. Reguilón  | 14       | 1    | 2           | 0          | 4            | 0            | 0            | 0            | 4                     | 0                     | 1                     | 0                     | 0                  | 0                  | 0                  | 0                  | 22       | 1      | 3           | 0          |
| J. Sánchez   | 1        | 0    | 1           | 0          | 2            | 1            | 1            | 0            | 2                     | 0                     | 0                     | 0                     | 0                  | 0                  | 0                  | 0                  | 5        | 1      | 2           | 0          |
| J. Vallejo   | 5        | 1    | 1           | 1          | 1            | 0            | 0            | 0            | 1                     | 0                     | 0                     | 0                     | 0                  | 0                  | 0                  | 0                  | 7        | 1      | 1           | 1          |
| F. Valverde  | 17       | 0    | 4           | 0          | 5            | 0            | 1            | 0            | 4                     | 0                     | 1                     | 0                     | 0                  | 0                  | 0                  | 0                  | 26       | 0      | 6           | 0          |
| R. Varane    | 32       | 2    | 0           | 1          | 4            | 0            | 0            | 0            | 4                     | 0                     | 1                     | 0                     | 3                  | 0                  | 0                  | 0                  | 43       | 2      | 1           | 1          |
| L. Vázquez   | 31       | 1    | 6           | 1          | 7            | 4            | 1            | 0            | 6                     | 1                     | 1                     | 0                     | 3                  | 0                  | 0                  | 0                  | 47       | 6      | 8           | 1          |
| Vinícius Jr. | 18       | 2    | 0           | 0          | 8            | 2            | 1            | 0            | 4                     | 0                     | 0                     | 0                     | 1                  | 0                  | 0                  | 0                  | 31       | 4      | 1           | 0          |
| L. Zidane    | 1        | -2   | 0           | 0          | 0            | -0           | 0            | 0            | 0                     | -0                    | 0                     | 0                     | 0                  | -0                 | 0                  | 0                  | 1        | -2     | 0           | 0          |